# Alexandr Pechekhonov
Alexandr Pechekhonov, né le 13 mars 1979 à Meleouz, est un grimpeur russe. 

## Palmarès

### Coupe du monde d'escalade
- Coupe du monde d'escalade de 2006
  -  Médaille de bronze en vitesse;
- Coupe du monde d'escalade de 2004
  -  Médaille de bronze en vitesse;
- Coupe du monde d'escalade de 2003
  -  Médaille d'argent en vitesse;
- Coupe du monde d'escalade de 2002
  -  Médaille d'or en vitesse;
- Coupe du monde d'escalade de 2001
  -  Médaille de bronze en vitesse;

### Jeux mondiaux
- Jeux mondiaux de 2005, à Duisbourg, (Allemagne)
  -  Médaille d'or en vitesse;

### Championnats d'Europe d'escalade
- Championnats d'Europe d'escalade 2006
  -  Médaille de bronze;
- Championnats d'Europe d'escalade 2004
  -  Médaille d'or en vitesse;